# Carola (téléfilm)
Pour les articles homonymes, voir Carola.
Pour plus de détails, voir Fiche technique et Distribution.
Carola est un téléfilm américain réalisé par Norman Lloyd, interprété par Leslie Caron, diffusé en 1973, adaptation de la pièce de théâtre éponyme de Jean Renoir.

## Synopsis
Sous l'Occupation, dans la loge parisienne de l'actrice Carola, passent tour à tour trois hommes qui l'aiment, le général allemand von Clodius qui fut son grand amour et qui la retrouve prêt à déserter pour elle, Marceau un jeune résistant poursuivi par la Gestapo qu'elle aide dans sa fuite, et Campan le directeur du théâtre qui s'accommode de l'occupant mais qui veut montrer son courage.

## Fiche technique
- Réalisation : Norman Lloyd
- Adaptation : James Bridges, d'après la pièce de théâtre éponyme de Jean Renoir
- Décors : Eugène Lourié
- Costumes : Noel Taylor (en)
- Mise en lumière : Danny Franks
- Sociétés de production : Community Television of Southern California, KCET (PBS, Los Angeles)
- Tournage : octobre 1972, tourné en continuité dans les studios de KCET
- Langue : anglais
- Dates de diffusion : 6 février 1973, dans le programme Hollywood Television Theater sur WNET

## Distribution
- Leslie Caron : Carola Janssen
- Mel Ferrer : le général Franz von Clodius
- Albert Paulsen : le colonel Kroll
- Anthony Zerbe : Campan
- Michael Sacks : Henri Marceau
- Douglas Anderson : Fortunio
- Edward Knight : le capitaine Clavaroche
- Ivor Barry : Parmentier
- Carmen Zapata : Mireille
- Todd Martin : Martin
- Ondine Vaughn : Josette
- H.M. Wynant : Camille
- Alan Bergmann : Pierre Ducroux
- Robert Casper : le lieutenant Rudolf Keller

## À propos du film
Le téléfilm adapte la pièce de théâtre de Jean Renoir, écrite en 1957, Carola, qui a également inspiré Le Dernier Métro de François Truffaut. Leslie Caron déclare: « François s'est arrangé pour faire publier la pièce à L'Avant-scène. Après, il a réalisé Le Dernier Métro dont le sujet ressemble beaucoup à celui de la pièce de Renoir ».

## Renoir surCarola
« Danièle Darrieux, si les circonstances le permettent, jouera le rôle d'une actrice française pendant l'occupation, et Paul Meurisse celui d’un général allemand. C'est un examen aussi honnête que possible des différents qui se battent dans la cervelle de chacun, lorsqu'on est occupé et occupant. »

— Jean Renoir, Cahiers du cinéma no 78, décembre 1957, propos recueillis par Jacques Rivette et François Truffaut